# Nour (namn)

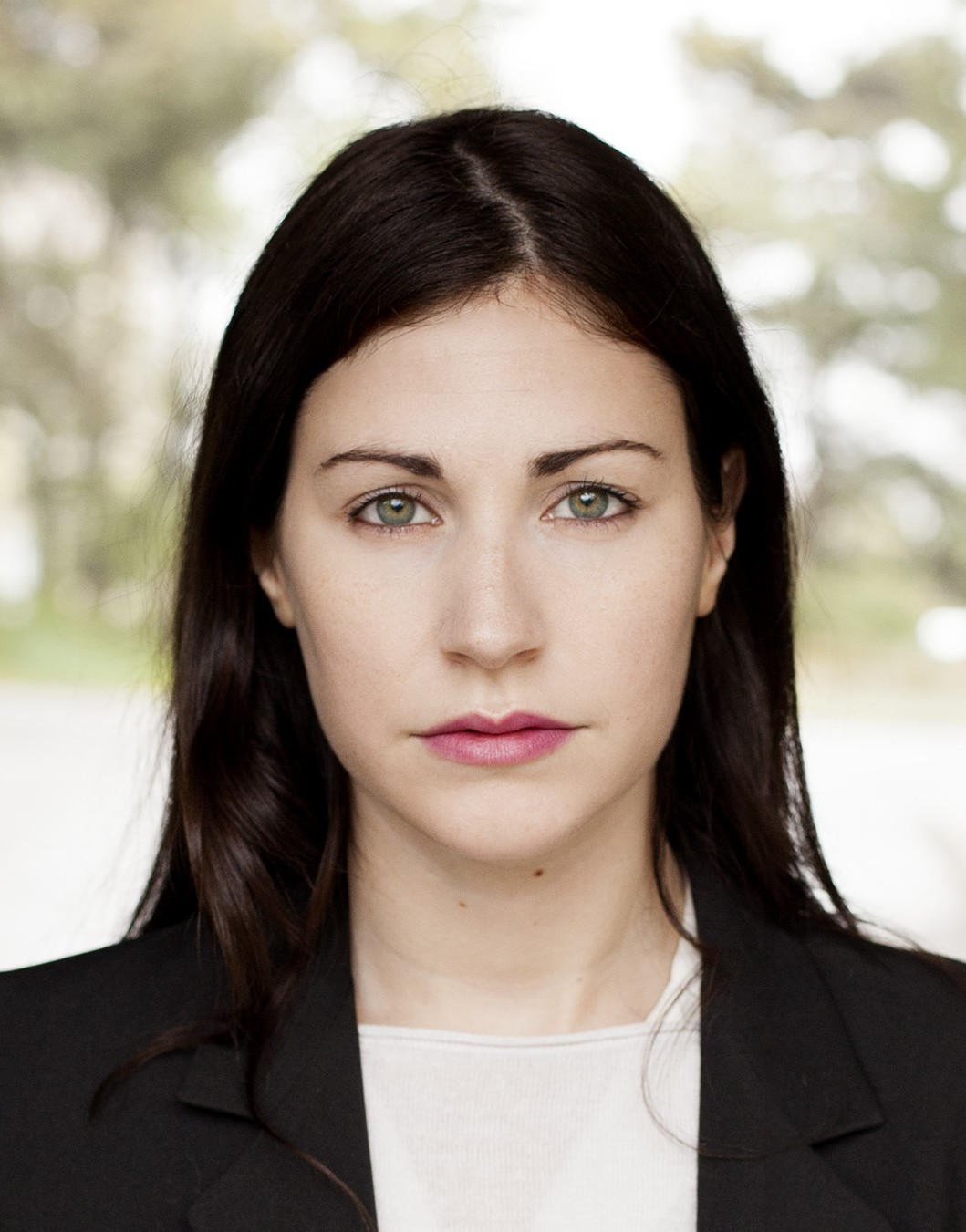
Nour El Refai, 2014.

Nour (arabiska نور, även transkriberat som Noor, Nor, Nur) är ett arabiskt och rysktnamn som betyder ljus. Det är både ett manligt och kvinnligt namn. Namnet är både muslimskt och kristet.

## Personer med namnet Nour
- Drottning Noor av Jordanien (född 1951), Jordaniens drottning
- Nour El-Houda Ettaieb (född 1996), en tunisisk roddare
- Nour El Refai (född 1987), svensk komiker
- Nour Hamada (1887/1898–1962), syrisk feminist